# Nizam
Niẓām, versione abbreviata di Niẓām al-Mulk, che significa "Governatore del Regno", è stato il titolo dei sovrani nativi dello Stato di Hyderabad (Stato principesco oggi parte dell'India) fin dal 1719. Il primo sovrano a portare questo titolo fu un membro della dinastia Asaf Jah I. 
La dinastia fu fondata da Qamar ud-Din, un viceré del Deccan sotto gli Imperatori Mughal dal 1713 al 1721, che governò con varie soluzioni di continuità col titolo di Asaf Jah nel 1724. Dopo la morte di Aurangzeb nel 1707, l'Impero Mogul si frantumò e il viceré ad Hyderabad, il giovane Asaf Jah, si autoproclamò indipendente.
I suoi rampolli, noti come Niẓām, governarono un reame più esteso della Francia. Furono fra le più ricche dinastie del mondo intero. Sette Niẓām governarono lo Stato di Hyderabad per due turbolenti secoli fino all'indipendenza dell'India nel 1947. 
I governanti Asaf Jahi furono importanti patroni della letteratura, dell'arte, dell'architettura, della cultura in genere e di quella gastronomica in particolare. Possedettero inoltre una delle più importanti collezioni di gioielli. 
L'ultimo nizam è stato Osman Ali Khan, Asif Jah VII. I Niẓām ressero lo Stato fino all'annessione nell'Unione Indiana nel 1948.

## Origine del titolo
Nizām al-mulk (che fu anche il nome del noto vizir selgiuchide di Malikshah) fu un titolo usato per la prima volta in lingua urdu verso il 1600, e significa "Governatore del Regno". La parola deriva dall'arabo, niẓām (in arabo نظام‎?), che significa "ordine, ordinamento". All'ultimo Niẓām ci si rivolgeva chiamandolo Ala Hadrat /ʿAlāʾ Ḥażrat, o Niẓām Sarkar, che significa "'Sua Altezza Esaltata".

## Elenco dei Niẓām
1. Qamar-ud-din Khan, Asaf Jah I (1720-1748)
2. Mir Ahmed Ali Khan Siddiqi, Nizam-ud-Dowlah Nasir Jang (1748-1750)
3. Nawab Hidayat Mohi-ud-din Sa'adu'llah Khan Bahadur, Muzaffar Jang (1750-1751)
4. Nawab Syed Mohammed Khan Siddiqi, Amir ul Mulk, Salabat Jang (1751-1762)
5. Nawab Mir Nizam Ali Khan Siddiqi Bahadur, Nizam ul Mulk, Asaf Jah II (1762-1803)
6. Nawab Mir Akbar Ali Khan Sikandar Jah Siddiqi, Asaf Jah III (1803-1829)
7. Nawab Mir Farkhonda Ali Khan Siddiqi Nasir-ud-Daulah, Asaf Jah IV (1829-1857)
8. Nawab Mir Tahniat Ali Khan Siddiqi Afzal ud Daulah, Asaf Jah V (1857-1869)
9. Fateh Jang Nawab Mir Mahboob Ali Khan Siddiqi, Asaf Jah VI (1869-1911)
10. Fateh Jang Nawab Mir Osman Ali Khan Siddiqi, Asaf Jah VII (1911-1948)

## Pretendenti al trono
1. Fateh Jang Nawab Mir Osman Ali Khan Siddiqi, Asaf Jah VII (1948-1967)
2. Barkat Ali Khan Mukarram Jah Asaf Jah VIII (1967-...)